# 西塞羅 (印第安納州)
西塞羅（英語：Cicero）是一個位於美國印地安納州漢密爾頓縣的城鎮。

## 人口
根據2010年美國人口普查的數據，西塞羅的面積為5.29平方千米，當中陸地面積為4.22平方千米，而水域面積為1.07平方千米。當地共有人口4812人，而人口密度為每平方千米910人。